# Безушко, Валерий Григорьевич
Валерий Григорьевич Безушко (10 марта 1947 год, Ужгород, Украинская ССР, СССР) — художник-график, живописец, член Союза художников СССР с 1983 года, член Национального Союза художников Украины с 1991 года.

## Биография
Валерий Безушко родился в Ужгороде, с января 1946 года административном центре новообразованной Закарпатской области Украинской ССР.
Детство и школьные годы Валерия прошли в городе Здолбунове Ровенской области. После школы поступил и окончил Украинский полиграфический институт имени Ивана Федорова во Львове (1974), где его учителями по специальности являлись В. Бунин, В. Овчинников, А. Попов, Иван Прийдан.
В период с 1974 по 1990 годы жил и трудился в Душанбе — столице Таджикской ССР. Работал в области книжной и станковой графики: инженером-технологом Учебно-педагогического издательства «Ирфон» (1974); заведующим редактором художественного оформление (1975—1980), главным художником издательства «Маориф» (1980—1987); художник издательства «Адиб» (1988—1990). Начиная с 1975 года участвовал в ежегодных республиканских художественных выставках, осуществлявшихся в Душанбинском художественном салоне Союза художников Таджикистана.
Основные произведения — иллюстрации к книгам таджикских писателей и поэтов: Сотима Улугзаде «Учитель Востока» (1984), исторический роман «Фирдоуси» (1989), Мирсаида Миршакара «Живая вода» (1987), сборник поэзии «Рубиновые четки» (1988), Абдуррахмана Джами «Избранные произведения» (1989), Мирзо Бедиля «Сборник стихов» (1990). Блистательно и виртуозно владевший пером и тушью, художник-график Валерий Безушко, оставил яркое наследие в культуре Таджикистана изящными и лаконичными графическими иллюстрациями к произведениям таджикских классиков.
Произведения Валерия Безушко хранятся в Национальном музее Таджикистана имени Камолиддина Бехзода (ранее — Музей изобразительного искусства Таджикской ССР) в Душанбе, а также в частных коллекциях Франции, Польши.
В 1990 году возвратился на в Здолбунов. Работал главным художником фирмы «АРС-панорама» в областном центре — городе Ровно; занимался частной издательской деятельностью (1990—1994). В 2004 году основал в родном городе Здолбунове детскую изостудию — «Здолбуновскую студию изобразительного искусства», стал педагогом, учителем изобразительного искусства для одарённых детей, имеющих склонность к творчеству; из числа его учеников есть поступившие в вузы Украины, ставшие профессиональными художниками.